# Herpetogramma griseolineata
Herpetogramma griseolineata là một loài bướm đêm trong họ Crambidae.